# ドミニク・コール
ドミニク・コール（Dominik Kohr，1994年1月31日 - ）は、ドイツ・トリーア出身のサッカー選手。ブンデスリーガ・1.FSVマインツ05所属。ポジションは、ミッドフィールダー。

## 経歴

### レバークーゼン
14歳でバイエル・レバークーゼンの下部組織に入団、2012年4月のTSG1899ホッフェンハイム戦でトップ&ブンデスリーガデビュー。2011–12シーズンはリーグ戦2試合に出場した。2012年11月22日のFCメタリスト・ハルキウ戦でヨーロッパリーグデビュー。このシーズンはリーグ4試合とヨーロッパリーグ2試合に出場。リザーブチームでは27試合で2得点を挙げた。翌シーズンはリーグとチャンピオンズリーグで2試合ずつ、リザーブで6試合に出場した。

### FCアウクスブルク
2014年1月、コールは出場機会を求めFCアウクスブルクに期限付き移籍で加入。シーズン終了までに8試合に出場した。
2015年3月7日のVfLヴォルフスブルク戦でブンデスリーガ初ゴールを挙げた。
2015年6月から完全移籍に移行。
2016年9月19日、対マインツ戦において、相手MFホセ・ロドリゲスにハードファウルを仕掛けられ、足の付け根に14cmの裂傷を負った。ロドリゲスはその後、謝罪した。

### レバークーゼン復帰
2017年4月12日、バイエル・レバークーゼンに復帰することが発表された。

### フランクフルト
2019年7月3日、アイントラハト・フランクフルトに移籍し、5年契約を結んだ。

### マインツ
2021年1月18日、1.FSVマインツ05にシーズン終了までの期限付き移籍で加入。
2021年5月29日、1.FSVマインツ05への期限付き移籍が1年延長することが発表された。
2022年5月12日、1.FSVマインツ05へ完全移籍し、4年契約を結んだことが発表された。

## 個人成績
2016年3月21日現在
| クラブ                   | シーズン | リーグ         | リーグ | リーグ | カップ | カップ | 大陸 | 大陸 | 合計 | 合計 | 脚注  |
| クラブ                   | シーズン | ディビジョン   | 出場   | 得点   | 出場   | 得点   | 出場 | 得点 | 出場 | 得点 | 脚注  |
| ------------------------ | -------- | -------------- | ------ | ------ | ------ | ------ | ---- | ---- | ---- | ---- | ----- |
| バイエル・レバークーゼン | 2011–12  | ブンデスリーガ | 2      | 0      | 0      | 0      | 0    | 0    | 2    | 0    | [ 1 ] |
| バイエル・レバークーゼン | 2012–13  | ブンデスリーガ | 4      | 0      | 0      | 0      | 2    | 0    | 6    | 0    | [ 2 ] |
| バイエル・レバークーゼン | 2013–14  | ブンデスリーガ | 2      | 0      | 0      | 0      | 2    | 0    | 4    | 0    | [ 3 ] |
| バイエル・レバークーゼン | 合計     | 合計           | 8      | 0      | 0      | 0      | 4    | 0    | 12   | 0    | —     |
| レバークーゼンII         | 2012–13  | レギオナル西   | 27     | 2      | —      | —      | —    | —    | 27   | 2    | [ 2 ] |
| レバークーゼンII         | 2013–14  | レギオナル西   | 6      | 0      | —      | —      | —    | —    | 6    | 0    | [ 3 ] |
| レバークーゼンII         | 合計     | 合計           | 33     | 2      | —      | —      | —    | —    | 33   | 2    | —     |
| FCアウクスブルク         | 2013–14  | ブンデスリーガ | 8      | 0      | 0      | 0      | —    | —    | 8    | 0    | [ 3 ] |
| FCアウクスブルク         | 2014–15  | ブンデスリーガ | 26     | 1      | 1      | 0      | —    | —    | 27   | 1    | [ 7 ] |
| FCアウクスブルク         | 2015–16  | ブンデスリーガ | 26     | 0      | 2      | 0      | 6    | 0    | 34   | 0    | [ 9 ] |
| FCアウクスブルク         | 合計     | 合計           | 60     | 1      | 2      | 0      | 6    | 0    | 68   | 1    | —     |
| 合計                     | 合計     | 合計           | 101    | 3      | 2      | 0      | 10   | 0    | 113  | 3    | —     |